# Flugen, Hälsingland
Flugen är en sjö i Ovanåkers kommun i Hälsingland och ingår i Ljusnans huvudavrinningsområde. Sjön har en area på 0,325 kvadratkilometer och ligger 181,2 meter över havet. Sjön avvattnas av vattendraget Frösteboån.

## Delavrinningsområde
Flugen ingår i det delavrinningsområde (679993-150696) som SMHI kallar för Namn saknas. Medelhöjden är 208 meter över havet och ytan är 3,51 kvadratkilometer. Räknas de 47 avrinningsområdena uppströms in blir den ackumulerade arean 443,27 kvadratkilometer. Frösteboån som avvattnar avrinningsområdet har biflödesordning 3, vilket innebär att vattnet flödar genom totalt 3 vattendrag innan det når havet efter 81 kilometer. Avrinningsområdet består mestadels av skog (55 procent) och jordbruk (22 procent). Avrinningsområdet har 0,26 kvadratkilometer vattenytor vilket ger det en sjöprocent på 7,3 procent.